# Prilesje
 Ovo je glavno značenje pojma Prilesje. Za druga značenja pogledajte Prilesje (razdvojba).
Prilesje je selo južno od Vrbovca. 

## Povijest
Godine 1512. ovdje je mali feudalni posjed u veličini 1 kuće. 1541. godine pribraja se gospoštiji Vrbovec-Rakovec. 
1708. godine stanovnici postaju slobodnjaci, koji do 1848. g. služe kao vojnici pod oružjem.

## Stanovništvo
| broj stanovnika | 256   | 148   | 159   | 211   | 237   | 268   | 282   | 349   | 608   | 266   | 239   | 221   | 223   | 190   | 160   | 181   | 149   |
|                 | 1857. | 1869. | 1880. | 1890. | 1900. | 1910. | 1921. | 1931. | 1948. | 1953. | 1961. | 1971. | 1981. | 1991. | 2001. | 2011. | 2021. |